# Amnesztikus afázia
Amnesztikus afázia a beszédzavarok egy olyan típusa, amelyben a személyeknek alapvetően normális a beszédmegértése, azonban a tárgyak, cselekvések megnevezése, a szavak előhívása problémát jelent.

## Terminológia
Az afázia a görög eredetű aphatos szóból ered, jelentése beszédképtelenség: az „a” fosztóképzőből és a „phatos” beszél, beszédképes szavakból áll. Angol nyelvű kutatásokban gyakran „anomic” vagy „nominal” afáziaként jelenik meg, ami a megnevezési nehézségekre utal. A magyar terminológiában az amnesztikus afázia kifejezés terjedt el, ugyanis az afázia során az előhívásnál jelentkezik a probléma.

## Története
Már a bibliai időkben is ismertek voltak az afázia különböző típusai, és bár több száz éve találkozhatunk a beszédzavarok leírásával egyéni tanulmányokban, a rendellenesség kutatásának modern történetéről csak a sebész-antropológus Paul Broca (1824-1880) munkássága után beszélhetünk, aki az afáziás rendellenességeket különböző agyi sérülésekhez kötötte (Breathnach, 2009). Az amnesztikus afázia egyik legkorábbi átfogó leírását Philip Cramptonhoz (1777-1858) köthetjük, aki az anómiát olyan nyelvi rendellenességként mutatta be, melynek következtében az afáziában szenvedő személynek nehézséget jelent a megfelelő szavak megtalálása szóban és írásban egyaránt.

## Megjelenési módok
Az amnesztikus afázia legtöbb esetben agyvérzés, tumor eltávolítások vagy agysérülések esetén alakul ki. Ritkán frontotemporalis dementia esetén is előfordulhat, bár ilyenkor tünet együttes részeként.
Gail és munkatársai (2009) agydaganatos betegeket vizsgáltak a tumor eltávolítása előtt és után, és azt tapasztalták, hogy az olyan betegeknél, akiknél a bal agyféltekéből távolítottak el tumort az esetek több, mint egyharmadában afázia alakult ki, és ezek többsége  amnesztikus afázia. Az amnesztikus afázia során a beteg beszéde folytonos (fluens) marad, és általában nincs problémája a beszéd megértésével, azonban problémát jelentenek számára a megnevezési feladatok szóban és írásban egyaránt.
A főnevek és a cselekvést kifejező igék megértésében általában nem érnek el rosszabb eredményeket az afáziás betegek, mint a kontroll csoport, azonban a funkcionális igék (akar, kell) és a funkcionális kötőszavak (vagy magyar nyelv esetén a ragok) megértésénél nehézségekbe ütköztek. A megnevezési feladatokban minden esetben rosszabb eredményeket értek el az amnesztikus afáziában szenvedők.
Kambanaros több kutatása során vizsgálta az amnesztikus afáziát olyan görög-angol kétnyelvűeknél, akiknél a görög volt a domináns nyelv. Vizsgálatai során azt tapasztalta, hogy a két nyelvre eltérő hatással volt az afázia. Mindkét nyelvben romlott a sérült személyek teljesítménye képmegnevezési feladatoknál, igék és főnevek esetén egyaránt, azonban a domináns görög nyelv esetén nem tapasztalt romlást a főnév-ige párosításoknál, míg az angol nyelv esetén ebben is rosszabb eredményeket értek el a sérült személyek, mint a kontroll csoport.

## Lokalizáció
Gail és munkatársai (2009) valamint Nishio és munkatársai (2003) tanulmányai alapján, az amnesztikus afázia a bal oldali frontális illetve temporális lebeny sérülésének következményeként alakul ki.

## Vizsgálati eszközök
Az amnesztikus afáziánál a beszéd folytonossága megmarad, ennek következtében sokszor csak későn fedezik fel, hogy afáziáról van szó, főleg ha nincsenek neurológiai jelei, ilyenkor úgy értelmezik, hogy a beteg csak zavart, valamilyen mentális rendellenessége van, vagy esetleg csak szimulál. A legtöbb esetben az amnesztikus afázia beazonosítására az Andrew Kertesz által 1982-ben kialakított Western Aphasia Battery-t (WAB) használták, mely többek között olvasási, írási képmegnevezési és szövegértési részekből áll.

## Terápiás lehetőségek
Az amnesztikus afázia sok esetben tünetegyüttes részeként jelenik meg, illetve eltérések tapasztalhatók az egyes afáziák súlyossága között, így nem létezik egyetlen, minden esetben tökéletesen működő kezelési módszer. Azonban más afáziás problémákhoz hasonlóan a reciprocal scaffolding tratement (RST – kölcsönös „állványzat” kezelés) segítségével sikerült javulást elérni a kezelésben részt vevőknél a szóbeli és írásbeli megnevezésnél egyaránt. Az RST alapja, hogy az afáziás betegek kölcsönösen segítik egymás fejlődését, a programban régebb óta részt vevő afáziás betegek segítséget nyújtanak az új betegeknek a nyelvgyakorlásban.
A gyakorlás ennek köszönhetően valódi interakciók között zajlik, egy részről a természetesen nyelven alapuló tanulás zajlik, miközben a kommunikációs partnerekkel párhuzamosan fejlődnek, másrészt az új betegek nemcsak tanulnak a régebb óta afáziában szenvedőktől, hanem új nyelvi modelleket is nyújtanak, ennek köszönhetően a két fél együtt fejlődik.  A kezelések egy másik típusát olyan esetekben alkalmazták, mikor az afázia alexiával (olvasási nehézségekkel) párosult. Beeson, Magloire és Robey (2005) amnesztikus afáziával párosult alexiás problémákkal szenvedők esetén a betűről betűre olvasás (letter-by-letter reading) módszerét alkalmazták, amely nem csupán az alexia, hanem az afázia mértékét is csökkentette a kezelés során.